# Ilschhausen
Ilschhausen  ist der nach Einwohnerzahl kleinste Ortsteil der Gemeinde Ebsdorfergrund im Osten des mittelhessischen Landkreises Marburg-Biedenkopf. Zum Ort gehört das südwestlich gelegene Hofgut Fortbach.

## Geographie
Das Dorf ist an drei Seiten von Wald umgeben. Es liegt zwischen den Lahnbergen und den Ausläufern des Vogelsberges.

## Geschichte

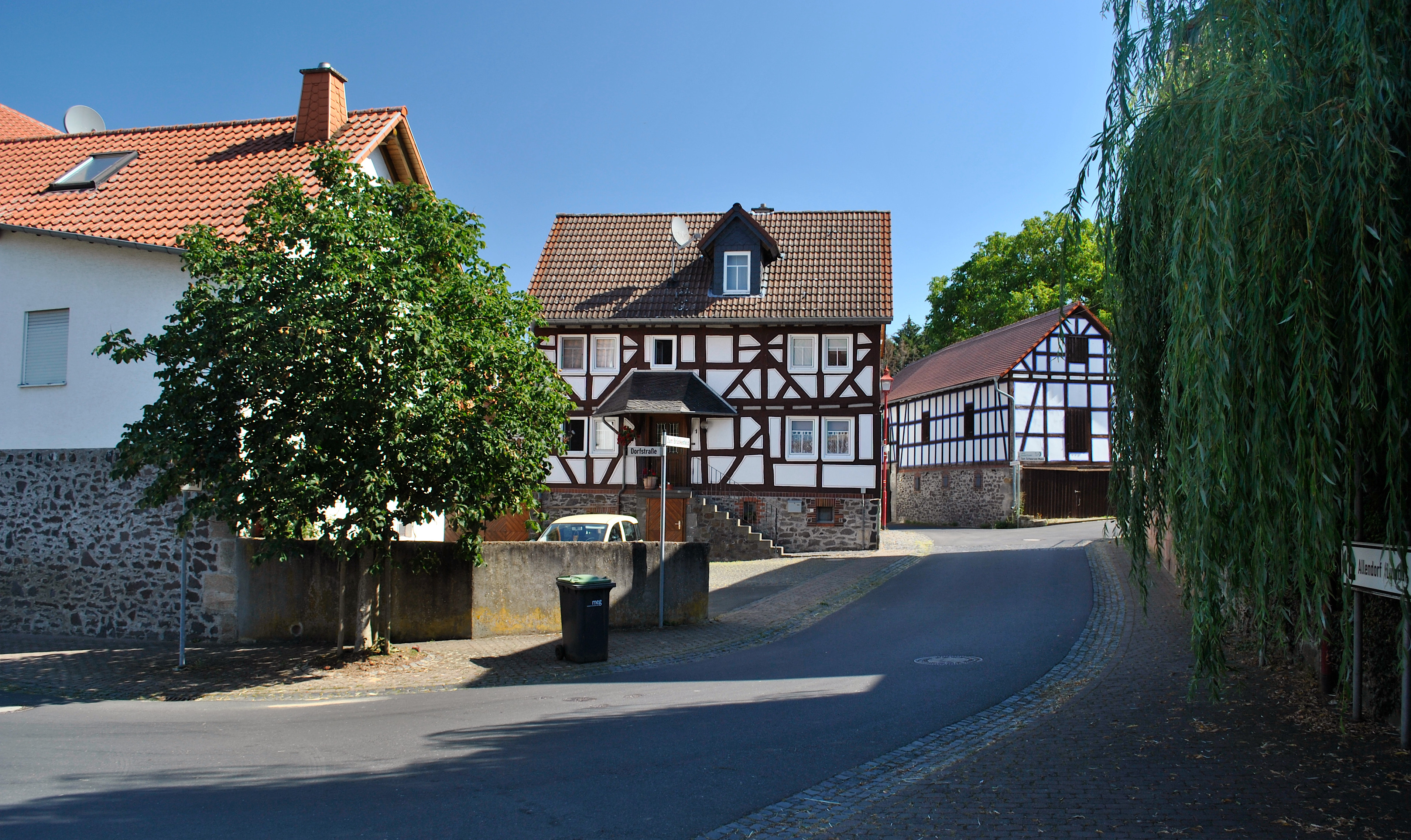
Die zentrale Kreuzung Dorfstraße/Zum Brückenfeld/Hirtengasse (2020)

### Ortsgeschichte
Die älteste bekannte schriftliche Erwähnung von Ilschhausen erfolgte unter dem Namen Ulrichishusin im Jahr 1222.
Das Hofgut Fortbach gehörte bis zum 16. Jahrhundert zum Kloster Hachborn. Danach ging es in Privatbesitz über. In dem landwirtschaftlichen Gut gibt es auch eine Brennerei.
Zum 1. Juli 1974 wurden im Zuge der Gebietsreform in Hessen die bis dahin selbständigen Gemeinden Ebsdorfergrund, Beltershausen, Ebsdorf, Hachborn, Ilschhausen, Leidenhofen und Rauischholzhausen kraft Landesgesetz zur neuen Großgemeinde Ebsdorfergrund zusammengeschlossen.
Für alle ehemals eigenständigen Gemeinden von Ebsdorfergrund wurden Ortsbezirke gebildet.

### Verwaltungsgeschichte im Überblick
Die folgende Liste zeigt die Staaten und Verwaltungseinheiten, denen Ilschhausen angehört(e):

- vor 1567: Heiliges Römisches Reich, Landgrafschaft Hessen, Gericht Ebsdorf (Gericht Ebsdorf bestand aus den Orten: Ebsdorf, Leidenhofen, Hachborn, Erbenhausen, Hassenhausen, Ilschhausen, Roßberg, Dreihausen, Möln und Heskem)[7]
- ab 1567: Heiliges Römisches Reich, Landgrafschaft Hessen-Marburg, Amt Marburg[8]
- 1604–1648: Heiliges Römisches Reich, strittig zwischen Landgrafschaft Hessen-Darmstadt und Landgrafschaft Hessen-Kassel (Hessenkrieg), Amt Marburg
- ab 1648: Heiliges Römisches Reich, Landgrafschaft Hessen-Kassel, Amt Marburg
- ab 1786: Heiliges Römisches Reich, Landgrafschaft Hessen-Kassel, Amt Treis an der Lumbda
- ab 1806: Landgrafschaft Hessen-Kassel, Amt Treis an der Lumbda
- 1807–1813: Königreich Westphalen,[Anm. 2] Departement der Werra, Distrikt Marburg, Kanton Ebsdorf
- ab 1815: Kurfürstentum Hessen,[Anm. 3]  Oberhessen, Amt Treis an der Lumbda[9]
- ab 1821: Kurfürstentum Hessen, Provinz Oberhessen, Kreis Marburg[10][Anm. 4]
- ab 1848: Kurfürstentum Hessen, Bezirk Marburg
- ab 1851: Kurfürstentum Hessen, Provinz Oberhessen, Kreis Marburg
- ab 1867: Königreich Preußen,[Anm. 5] Provinz Hessen-Nassau, Regierungsbezirk Kassel, Kreis Marburg
- ab 1871: Deutsches Reich, Königreich Preußen, Provinz Hessen-Nassau, Regierungsbezirk Kassel, Kreis Marburg
- ab 1918: Deutsches Reich, Freistaat Preußen, Provinz Hessen-Nassau, Regierungsbezirk Kassel, Kreis Marburg
- ab 1944: Deutsches Reich, Freistaat Preußen, Provinz Kurhessen, Landkreis Marburg
- ab 1945: Amerikanische Besatzungszone,[Anm. 6] Groß-Hessen, Regierungsbezirk Kassel, Landkreis Marburg
- ab 1946: Amerikanische Besatzungszone, Hessen, Regierungsbezirk Kassel, Landkreis Marburg
- ab 1949: Bundesrepublik Deutschland, Hessen, Regierungsbezirk Kassel, Landkreis Marburg
- ab 1974: Bundesrepublik Deutschland, Land Hessen, Regierungsbezirk Kassel, Landkreis Marburg-Biedenkopf, Gemeinde Ebsdorfergrund[Anm. 7]
- ab 1981: Bundesrepublik Deutschland, Land Hessen, Regierungsbezirk Gießen, Landkreis Marburg-Biedenkopf, Gemeinde Ebsdorfergrund

### Gerichte seit 1821
Mit Edikt vom 29. Juni 1821 wurden in Kurhessen Verwaltung und Justiz getrennt. Der Kreis Marburg war für die Verwaltung und das Assistenzamt Treis war als Gericht in erster Instanz für Wermertshausen zuständig. In Treis wurde ein Assistenzamt eingerichtet, das 1833 als eigenständiges Justizamt Treis ausgegliedert wurde und für Wermertshausen zuständig war. Nach der Annexion Kurhessens durch Preußen wurde durch einen Gebietstausch Treis an das Großherzogtum Hessen abgetreten, Wermertshausen wurde dem Justizamt Marburg zugeordnet. Am 1. September 1867 erfolgte die Umbenennung des bisherigen Justizamtes in Amtsgericht Marburg. Auch mit dem Inkrafttreten des Gerichtsverfassungsgesetzes von 1879 blieb das Amtsgericht unter seinem Namen bestehen.

## Bevölkerung

### Einwohnerstruktur 2011
Nach den Erhebungen des Zensus 2011 lebten am Stichtag dem 9. Mai 2011 in Ilschhausen 111 Einwohner. Darunter waren 12 (10,8 %) Ausländer.
Nach dem Lebensalter waren 24 Einwohner unter 18 Jahren, 48 zwischen 18 und 49, 18 zwischen 50 und 64 und 18 Einwohner waren älter. Die Einwohner lebten in 39 Haushalten. Davon waren 6 Singlehaushalte, 9 Paare ohne Kinder und 18 Paare mit Kindern, sowie 6 Alleinerziehende und keine Wohngemeinschaften. In 3 Haushalten lebten ausschließlich Senioren und in 27 Haushaltungen leben keine Senioren.

### Einwohnerentwicklung
| Quelle: Historisches Ortslexikon |                                                                                  |
| • 1577:                          | 11 Hausgesesse                                                                   |
| • 1630:                          | 10 Hausgesesse (1 dreispänniger, 5 zweispännige, 1 einspänniger, 3 Einläuftige). |
| • 1681:                          | 8 hausgesessene Mannschaften                                                     |
| • 1838:                          | Familien: 8 nutzungsberechtigte, 2 nicht nutzungsberechtigte Ortsbürger          |

| Ilschhausen: Einwohnerzahlen von 1743 bis 2011 | Ilschhausen: Einwohnerzahlen von 1743 bis 2011 | Ilschhausen: Einwohnerzahlen von 1743 bis 2011 | Ilschhausen: Einwohnerzahlen von 1743 bis 2011 | Ilschhausen: Einwohnerzahlen von 1743 bis 2011 |
| --- | ---------------------------------------------- | ---------------------------------------------- | ---------------------------------------------- | ---------------------------------------------- |
| Jahr |                                                |                                                |                                                | Einwohner                                      |
| 1743 | 1743                                           |                                                | 52                                             | 52                                             |
| 1800 | 1800                                           |                                                | ?                                              | ?                                              |
| 1834 | 1834                                           |                                                | 85                                             | 85                                             |
| 1840 | 1840                                           |                                                | 101                                            | 101                                            |
| 1846 | 1846                                           |                                                | 105                                            | 105                                            |
| 1852 | 1852                                           |                                                | 117                                            | 117                                            |
| 1858 | 1858                                           |                                                | 86                                             | 86                                             |
| 1864 | 1864                                           |                                                | 106                                            | 106                                            |
| 1871 | 1871                                           |                                                | 94                                             | 94                                             |
| 1875 | 1875                                           |                                                | 99                                             | 99                                             |
| 1885 | 1885                                           |                                                | 97                                             | 97                                             |
| 1895 | 1895                                           |                                                | 89                                             | 89                                             |
| 1905 | 1905                                           |                                                | 83                                             | 83                                             |
| 1910 | 1910                                           |                                                | 93                                             | 93                                             |
| 1925 | 1925                                           |                                                | 92                                             | 92                                             |
| 1939 | 1939                                           |                                                | 110                                            | 110                                            |
| 1946 | 1946                                           |                                                | 150                                            | 150                                            |
| 1950 | 1950                                           |                                                | 139                                            | 139                                            |
| 1956 | 1956                                           |                                                | 116                                            | 116                                            |
| 1961 | 1961                                           |                                                | 115                                            | 115                                            |
| 1967 | 1967                                           |                                                | 109                                            | 109                                            |
| 1980 | 1980                                           |                                                | ?                                              | ?                                              |
| 1990 | 1990                                           |                                                | ?                                              | ?                                              |
| 2000 | 2000                                           |                                                | ?                                              | ?                                              |
| 2011 | 2011                                           |                                                | 111                                            | 111                                            |
| Datenquelle: Historisches Gemeindeverzeichnis für Hessen: Die Bevölkerung der Gemeinden 1834 bis 1967. Wiesbaden: Hessisches Statistisches Landesamt, 1968. Weitere Quellen: LAGIS; Zensus 2011 |                                                |                                                |                                                |                                                |

### Historische Religionszugehörigkeit
| Quelle: Historisches Ortslexikon |                                                                  |
| • 1861:                          | alle Einwohner evangelisch-lutherisch                            |
| • 1885:                          | 097 evangelische (= 100,00 %) Einwohner                          |
| • 1961:                          | 106 evangelische (= 92,17 %), 3 katholische (= 2,61 %) Einwohner |

### Historische Erwerbstätigkeit
| Quelle: Historisches Ortslexikon | |
| • 1743:                          | ein Schneider, ein Schmied |
| • 1838:                          | Familien: 8 Ackerbau, 2 Gewerbe.                                                                                                 |
| • 1961:                          | Erwerbspersonen: 34 Land- und Forstwirtschaft, 15 Produzierendes Gewerbe, 3 Handel und Verkehr, 5 Dienstleistungen und Sonstiges |

## Politik
Für Ilschhausen besteht ein Ortsbezirk mit Ortsbeirat und Ortsvorsteher nach der Hessischen Gemeindeordnung. Er umfasst das Gebiet der ehemaligen Gemeinde Ilschhausen.
Der Ortsbeirat Ilschhausen  besteht aus fünf Mitgliedern. Bei den Kommunalwahlen in Hessen 2021 betrug die Wahlbeteiligung zum Ortsbeirat 69,23 %. Alle Kandidaten gehörten der „Bürgerliste Ilschhausen“ an. Der Ortsbeirat wählte Manfred Mann zum Ortsvorsteher.

## Verkehr
Den öffentlichen Personennahverkehr stellen die Stadtwerke Marburg mit der Buslinie 13 sicher.